# 羅伯托·加利亞爾迪尼
羅伯托·加利亞爾迪尼（義大利語：Roberto Gagliardini；1994年4月7日—）是一位意大利足球運動員。在場上司職中場和防守中場。現效力於意大利足球甲級聯賽球隊蒙沙。他也代表意大利國家青年足球隊參賽。

## 俱樂部生涯
2021年5月，加利亞爾迪尼隨隊獲得2020-21賽季意甲冠軍，但国际米兰班主張康陽卻要求主帥與球員們減薪，不少奪冠成員下賽季可能將離隊。

## 榮譽

### 球會
国际米兰
- 欧足联欧洲联赛亞軍：2019-20賽季
- 意大利足球甲级联赛冠軍：2020-21賽季[1]

## 外部連結
- Soccerway資料庫：羅伯托·加利亞爾迪尼
- transfermarkt （页面存档备份，存于）